# Škoda 16Ev

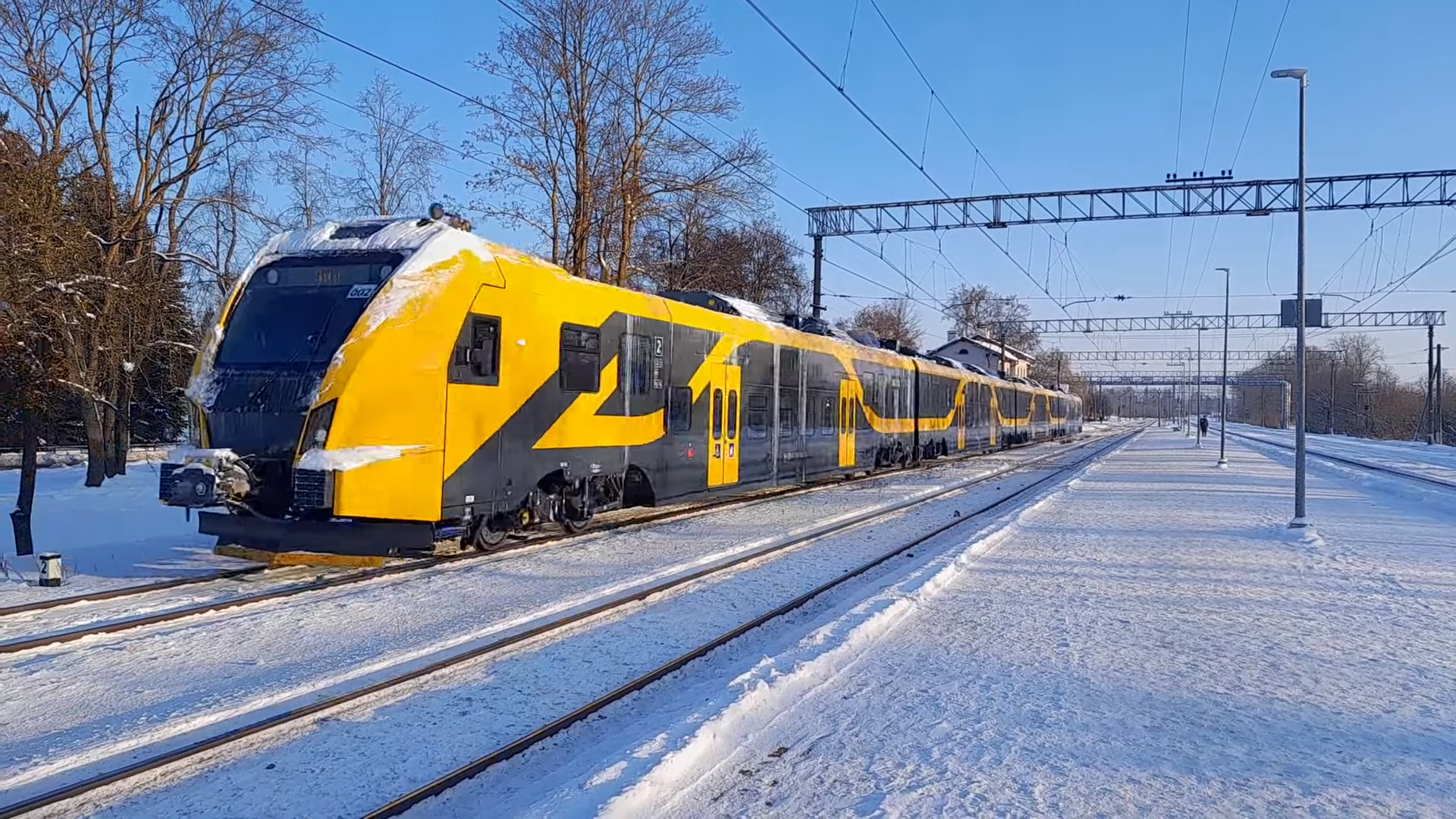
Škoda 16Ev Латвійської державної залізниці

Škoda 16Ev — низькопідлоговий електропоїзд виробництва чеської компанії Škoda Transportation. Він експлуатується на електрифікованих маршрутах латвійського перевізника AS Pasažieru vilciens. Поїзд створений на базі раніше випущених серійних поїздів 7Ev і RegioPanter, які спочатку були поставлені чеському залізничному оператору České dráhy в 2012 році і словенському оператору Železničná spoločnosť Slovensko в 2020 році.
Максимальна швидкість —160 км/год.
Кількість пасажирських місць — 436, стоячих — 454.

## Інциденти
- 18 грудня 2023 року один з трьох поїздів був виведений з експлуатації через несправність пантографа.[1]
- 2 січня 2024 року один з поїздів на маршруті Саулкрасти-Рига зупинився на станції Гарціємс після того, як вийшов з ладу відбір потужності і перестало працювати опалення салону.
- 4 січня 2024 року 16Ev-0001 зупинився на станції Дзінтарі і був вивезений до Риги тепловозом.